# Нижнє Челяєво
Нижнє Челя́єво (рос. Нижнее Челяево) — село у складі Сєверного району Оренбурзької області, Росія.
Стара назва — Нижньочеляєво.

## Населення
Населення — 169 осіб (2010; 195 у 2002).
Національний склад (станом на 2002 рік):
- росіяни — 87 %